# Hemidactylus beninensis
Espèce
Statut de conservation UICN

 LC  : Préoccupation mineure
Hemidactylus beninensis est une espèce de geckos de la famille des Gekkonidae.

## Répartition
Cette espèce est endémique du Bénin.
Sa présence est incertaine au Nigeria.

## Description
Hemidactylus beninensis mesure jusqu'à 68 mm, queue non comprise. C'est une espèce insectivore nocturne.

## Étymologie
Son nom d'espèce, composé de benin et du suffixe latin -ensis, « qui vit dans, qui habite », lui a été donné en référence au lieu de sa découverte.

## Publication originale
- Bauer, Lebreton, Chirio, Ineich & Talla Kouete, 2006 : A review of the gekkotan lizards of Bénin, with the description of a new species of Hemidactylus (Squamata: Gekkonidae). Zootaxa, n. 1242, p. 1-20.